# 페이즈 (프로게이머)
페이즈(본명: 김수환, 2005년 12월 5일 ~ )는 대한민국의 리그 오브 레전드 프로게이머이다. 아이디는 Peyz이며, 포지션은 AD 캐리이다. 

## 선수 생활
2020년 7월, 젠지 이스포츠 아카데미에 입단하면서 커리어를 시작했다.
2021년 12월, Gen.G의 2군팀으로 콜업되어 프로 커리어를 시작했다.
2023시즌에는 룰러의 공백을 대체하며 주전 자리를 꿰찼다. 2023 스프링 시즌에 좋은 기량을 선보이면서 팀의 우승에 기여했고, 파이널 최우수 선수로 선정되었다.

## 소속팀
| # | 팀명                   | 소속 기간               | 소속 리그 | 비고 |
| - | ---------------------- | ----------------------- | --------- | ---- |
| 1 | Gen.G                  | 2021.12.02 ~ 2024.11.19 | LCK       |      |
| 2 | JDG Intel Esports Club | 2024.12.07 ~            | LPL       |      |

## 수상 내역
- 2022 LCK 챌린저스 리그 서머 1라운드 최우수 선수
- 2022 LCK 챌린저스 리그 서머 3라운드 최우수 선수
- 2022 LCK 챌린저스 리그 서머 우승
- 2023 LoL Champions Korea Spring 우승
- 2023 LoL Champions Korea Spring 파이널 MVP
- 2023 LoL Champions Korea Summer 우승
- 2024 LoL Champions Korea Spring 우승
- 2024 Mid-Season Invitational 우승
- 2024 LoL Champions Korea Summer Player of the Split